# Złote pokolenie piłkarzy bułgarskich
Złote pokolenie – określenie piłkarzy bułgarskich urodzonych w latach sześćdziesiątych, którzy jako reprezentanci kraju na Mundialu 1994 zajęli czwarte miejsce, a dwa lata później wywalczyli pierwszy w historii bułgarskiej piłki awans na mistrzostwa Europy (Euro 1996).
Za symboliczny początek właściwego uformowania się generacji uważany jest mecz z Francją z 17 listopada 1993 roku, zakończony zwycięstwem 2:1, dzięki któremu Bułgarzy wywalczyli przepustki na mistrzostwa świata. Wśród najwybitniejszych przedstawicieli złotego pokolenia najczęściej wymienia się nazwiska Christo Stoiczkowa, króla strzelców Mundialu i zdobywcy Złotej Piłki za rok 1994, oraz bramkarza i kapitana drużyny na obu turniejach Borisława Michajłowa, strzelca dwu bramek w spotkaniu z Francją Emiła Kostadinowa, Krasimira Bałykowa, Jordana Leczkowa oraz jedynego w tym gronie obrońcy Trifona Iwanowa. Wielu z przedstawicieli tego pokolenia wystąpiło również na nieudanym Mundialu 1998, po którym większość zamknęła swoje reprezentacyjne przygody. Trenerem zawodników zarówno na Mundialu 1994, jak i na Euro 1996 był Dimityr Penew.
Po zakończeniu kariery piłkarskiej wielu z nich pozostało w futbolu. Kiedy w 2005 roku prezesem Bułgarskiego Związku Piłki Nożnej został Michajłow kilku z jego dawnych kolegów z reprezentacji także związało się z krajową federacją: do jej zarządu trafili Kostadinow, Leczkow i Sirakow, Stoiczkow był przez trzy lata (2004–2007) trenerem reprezentacji, a jako asystenci selekcjonera swoje kariery szkoleniowe rozpoczynali w tym czasie Petyr Chubczew, Iwajło Jordanow, Petyr Aleksandrow, Ljubosław Penew i Canko Cwetanow.

## Zawodnicy
| Poz | Zdjęcie | Nazwisko           | Data ur    | Ostatni mecz w kadrze | Mundial 1994 | Euro 1996 | Mundial 1998 | Po zakończeniu kariery                                                               |
| --- | ------- | ------------------ | ---------- | --------------------- | ------------ | --------- | ------------ | ------------------------------------------------------------------------------------ |
| B   |         | Borisław Michajłow | 12.02.1962 | 1998                  | T            | T         | T            | Działacz piłkarski. Od 2005 prezes Bułgarskiego Związku Piłki Nożnej.                |
| B   |         | Płamen Nikołow     | 20.08.1961 | 1994                  | T            | N         | N            | Początkowo trener bramkarzy, później działacz piłkarski.                             |
| O   |         | Emił Kremenliew    | 13.08.1969 | 1996                  | T            | T         | N            | Bez powodzenia próbował rozpocząć karierę polityczną.                                |
| O   |         | Trifon Iwanow      | 27.07.1965 | 1998                  | T            | T         | T            | Kieruje siecią stacji benzynowych austriackiego koncernu naftowego OMV.              |
| O   |         | Canko Cwetanow     | 6.01.1970  | 1996                  | T            | T         | N            | Trener-asystent. Bliski współpracownik Stanimira Stoiłowa.                           |
| O   |         | Petyr Chubczew     | 26.02.1964 | 1996                  | T            | T         | N            | Trener piłkarski. Pracował w Bundeslidze, później powrócił do ligi bułgarskiej.      |
| O   |         | Nikołaj Iliew      | 31.10.1964 | 1994                  | T            | N         | N            | ?                                                                                    |
| O   |         | Ilian Kiriakow     | 4.08.1967  | 1996                  | T            | T         | N            | Działacz i trener piłkarski.                                                         |
| P   |         | Złatko Jankow      | 7.06.1966  | 1999                  | T            | T         | T            | Działacz piłkarski.                                                                  |
| P   |         | Jordan Leczkow     | 9.07.1967  | 1998                  | T            | T         | N            | Polityk, biznesmen i działacz piłkarski. Były burmistrz Sliwenu.                     |
| P   |         | Danieł Borimirow   | 15.01.1970 | 2005                  | T            | T         | T            | Działacz piłkarski. Były dyrektor sportowy w Lewskim Sofia.                          |
| P   |         | Petyr Michtarski   | 15.07.1966 | 1995                  | T            | N         | N            | Trener. Prowadził – bez większych sukcesów – kilka klubów z bułgarskiej ekstraklasy. |
| P   |         | Georgi Georgiew    | 10.10.1963 | 1994                  | T            | N         | N            | ?                                                                                    |
| P   |         | Krasimir Bałykow   | 28.04.1966 | 2003                  | T            | T         | T            | Trener piłkarski. Pracował w Niemczech, Szwajcarii, Bułgarii i Chorwacji.            |
| P   |         | Iwajło Andonow     | 14.08.1967 | 1997                  | T            | N         | N            | ?                                                                                    |
| N   |         | Emił Kostadinow    | 12.08.1967 | 1998                  | T            | T         | T            | Działacz piłkarski. Członek zarządów CSKA Sofia, a następnie BZPN.                   |
| N   |         | Christo Stoiczkow  | 8.02.1966  | 1999                  | T            | T         | T            | Trener piłkarski. Pracował m.in. z reprezentacją Bułgarii i Celtą Vigo.              |
| N   |         | Nasko Sirakow      | 26.04.1962 | 1996                  | T            | T         | N            | Początkowo trener, później działacz piłkarski. Związany z Lewskim Sofia i BZPN.      |
| N   |         | Iwajło Jordanow    | 12.01.1966 | 2000                  | T            | T         | T            | Trener-asystent. Pracował w Sportingu i reprezentacji Bułgarii.                      |
| N   |         | Bonczo Genczew     | 7.07.1964  | 1996                  | T            | T         | N            | ?                                                                                    |
| N   |         | Petyr Aleksandrow  | 7.12.1962  | 1994                  | T            | N         | N            | Trener-asystent. Pomagał m.in. Krasimirowi Bałykowowi oraz Płamenowi Markowowi.      |
| N   |         | Wełko Jotow        | 26.08.1970 | 1995                  | T            | N         | N            | ?                                                                                    |
| N   |         | Ljubosław Penew    | 31.08.1966 | 1998                  | [ 3 ]        | T         | T            | Trener piłkarski. Zdobywca mistrzostwa Bułgarii z Liteksem Łowecz                    |